# 안성대로
안성대로는 경기도 안성시에 있는 약 24.6km의 도로이다.

## 노선
| 이름                                   | 접속 노선                                                | 소재지        | 소재지                                                  | 비고                           |
| 양성로와 직결                          | 양성로와 직결                                            | 양성로와 직결 | 양성로와 직결                                           | 양성로와 직결                  |
| -------------------------------------- | -------------------------------------------------------- | ------------- | ------------------------------------------------------- | ------------------------------ |
| 난실 교차로                            | 국가지원지방도 제82호선 (경기동로) 안성맞춤대로          | 안성시        | 양성면                                                  | 국가지원지방도 제82호선과 중복 |
| 노곡 교차로                            | 안성맞춤대로 미리내성지로                                | 안성시        | 양성면                                                  | 국가지원지방도 제82호선과 중복 |
| 방고개                                 |                                                          | 안성시        | 양성면                                                  | 국가지원지방도 제82호선과 중복 |
|                                        | 고삼면                                                   | 안성시        |                                                         | 국가지원지방도 제82호선과 중복 |
| 가유1가도교                            |                                                          | 안성시        |                                                         | 국가지원지방도 제82호선과 중복 |
| 고삼 교차로 (고삼2가도교)              | 국가지원지방도 제70호선 국가지원지방도 제82호선 신창길   | 안성시        | 국가지원지방도 제70호선, 국가지원지방도 제82호선과 중복 |                                |
| 한천교, 고산1가도교                    |                                                          | 안성시        | 국가지원지방도 제70호선과 중복                          |                                |
| 대농교                                 |                                                          | 안성시        | 국가지원지방도 제70호선과 중복                          |                                |
|                                        | 대덕면                                                   | 안성시        | 국가지원지방도 제70호선과 중복                          |                                |
| 토현 교차로                            | 안성맞춤대로                                             | 안성시        | 국가지원지방도 제70호선과 중복                          |                                |
| 보동 교차로                            | 모산로                                                   | 안성시        | 국가지원지방도 제70호선과 중복                          |                                |
| 모산 교차로                            | 국가지원지방도 제23호선 국가지원지방도 제70호선 (만세로) | 안성시        | 국가지원지방도 제23호선, 70호선과 중복                  |                                |
| (교량 명칭 미상)                       |                                                          | 안성시        | 국가지원지방도 제23호선과 중복                          |                                |
| 건지 교차로                            | 중앙로                                                   | 안성시        | 국가지원지방도 제23호선과 중복                          |                                |
| 신기교                                 |                                                          | 안성시        | 국가지원지방도 제23호선과 중복                          |                                |
| 신기 교차로                            | 국가지원지방도 제70호선 (미양로)                         | 안성시        | 국가지원지방도 제23호선과 중복                          | 미양면                         |
| 구례교                                 |                                                          | 안성시        | 국가지원지방도 제23호선과 중복                          | 미양면                         |
| 남안성 나들목 (늑동 교차로) (지하차도) | 40호선 평택제천고속도로 제2공단1길                       | 안성시        | 국가지원지방도 제23호선과 중복                          | 미양면                         |
| (교량 명칭 미상)                       |                                                          | 안성시        | 국가지원지방도 제23호선과 중복                          | 미양면                         |
| 모래고개                               |                                                          | 안성시        | 국가지원지방도 제23호선과 중복                          | 미양면                         |
| 송산교                                 |                                                          | 안성시        | 국가지원지방도 제23호선과 중복                          | 미양면                         |
| 송산 교차로                            | 솔뫼로                                                   | 안성시        | 국가지원지방도 제23호선과 중복                          | 미양면                         |
| 모래고개                               |                                                          | 안성시        | 국가지원지방도 제23호선과 중복                          | 미양면                         |
| 양변 교차로                            | 안성맞춤대로                                             | 안성시        | 국가지원지방도 제23호선과 중복                          | 미양면                         |
| 동촌교                                 |                                                          | 안성시        | 국가지원지방도 제23호선과 중복                          | 미양면                         |
|                                        | 서운면                                                   | 안성시        | 국가지원지방도 제23호선과 중복                          |                                |
| 입장 교차로                            | 국도 제34호선 (성환우회도로)                             | 안성시        | 국가지원지방도 제23호선과 중복                          |                                |
| 망향로와 직결                          |                                                          |               |                                                         |                                |

## 주요 시설및 건물
- 현대오일뱅크 안성대로주유소 (안성대로 88/송정리 63-11)
- 양변휴게소 (안성대로 317/양변리 211-9)
- 알뜰 양변휴게소 충전소 (안성대로 317/양변리 211-4)
- 양변LPG충전소 (안성대로 317/양변리 209)
- GS25 양변휴게소점 (안성대로 317/양변리 209)
- GS칼텍스 성원이엔에스 주유소 안성지점 (안성대로 1288/모산리 359-15)
- GS칼텍스 성원이엔에스 충전소 안성지점 (안성대로 1288/모산리 359-15)
- SK에너지 태현주유소 (안성대로 1539/보동리 234)